# Matelea cumanensis
Matelea cumanensis är en oleanderväxtart som först beskrevs av Willdenow och Schultes, och fick sitt nu gällande namn av W.D. Stevens. Matelea cumanensis ingår i släktet Matelea och familjen oleanderväxter. Inga underarter finns listade i Catalogue of Life.